# Jean Goujon (wielrenner)
Jean Goujon (Parijs, 21 april 1914 - Chaville, 28 april 1991) was een Frans wielrenner.

## Carrière
Goujon werd in 1936 olympisch kampioen op de ploegenachtervolging. In de wegwedstrijd werd Goujon zestiende.
Hij nam deel aan de Ronde van Frankrijk 1937. Hier finishte hij als 35e in het eindklassement.

## Palmares

### Op de baan
| Jaar | WK | Olympische Zomerspelen                  |
| ---- | -- | --------------------------------------- |
| 1936 |    | ploegenachtervolging · 16e wegwedstrijd |

### Op de weg
1933
Parijs-Reims
1934
5e etappe GP Wolber
1938
1e etappe Ronde van de Oise

### Resultaten in voornaamste wedstrijden
| Jaar | Ronde van Italië | Ronde van Frankrijk | Ronde van Spanje |
| ---- | ---------------- | ------------------- | ---------------- |
| 1937 |                  | 35e                 |                  |

| Jaar | Parijs-Roubaix |
| ---- | -------------- |
| 1937 | 30e            |

1908: Jones, Kingsbury, Meredith, Payne ·
1920: Magnani, Carli, Ferrario, Giorgetti ·
1924: De Martini, Dinale, Menegazzi, Zucchetti ·
1928: Facciani, Gaioni, Lusiani, Tasselli ·
1932: Pedretti, Borsari, Cimatti, Ghilardi ·
1936: Nizerhy, Charpentier, Goujon, Lapébie ·
1948: Decanali, Adam, Blusson, Coste ·
1952: Morettini, Campana, de Rossi, Messina ·
1956: Gasparella, Domenicali, Faggin, Gandini ·
1960: Vigna, Arienti, Testa, Vallotto ·
1964: Streng, Claesges, Henrichs, Link ·
1968: Lyngemark, Olsen, Asmussen, Jensen ·
1972: Schumacher, Colombo, Haritz, Hempel ·
1976: Vonhof, Braun, Lutz, Schumacher ·
1980: Manakov, Movtsjan, Ossokin, Petrakov ·
1984: Grenda, Turtur, Nichols, Woods ·
1988: Jekimov, Kasputis, Neljoebin, Oemaras ·
1992: Fulst, Glöckner, Lehmann, Steinweg ·
1996: Capelle, Ermenault, Monin, Moreau ·
2000: Fulst, Bartko, Becke, Lehmann ·
2004: Brown, McGee, Lancaster, Roberts ·
2008: Clancy, Manning, Thomas, Wiggins · 
2012: Burke, Clancy, Kennaugh, Thomas · 
2016: Burke, Clancy, Doull, Wiggins · 
2020: Consonni, Ganna, Lamon, Milan · 
2024:  Bleddyn, Welsford, Leahy, O'Brien